# 广东水马齿
广东水马齿（学名：Callitriche oryzetorum）是车前科水马齿属的植物，是中国的特有植物。分布于中国大陆的广东等地，目前尚未由人工引种栽培。